# Toxorhina fasciata
Toxorhina fasciata är en tvåvingeart som beskrevs av Edwards 1926. Toxorhina fasciata ingår i släktet Toxorhina och familjen småharkrankar. Inga underarter finns listade i Catalogue of Life.